# Peter Street
Harald Theodor Peter Street (* 19. November 1902 in Saattut; † unbekannt) war ein grönländischer Katechet und Landesrat.

## Leben
Peter Street war der Sohn des Jägers Lauritz Karl Valdemar Harald Street und seiner zweiten Frau Maria Bertheline Laura Clara Isaksen. Er wurde an Grønlands Seminarium in Nuuk zum Katecheten ausgebildet. Später war er als Oberkatechet tätig. Er wurde 1933 in den nordgrönländischen Landesrat gewählt, aber teils von Mathæus Nielsen vertreten. Von 1945 bis 1950 war er ein weiteres Mal gewählt, nahm aber nur 1945 und 1947 an den Sitzungen teil und wurde sonst von Johannes Filemonsen vertreten.